# Битюг (Тульская область)
Битюг — посёлок в Воловском районе Тульской области России.
В рамках административно-территориального устройства включается в Краснодубровский сельский округ Воловского района, в рамках организации местного самоуправления входит в Турдейского сельского поселения.

## География
Посёлок находится в южной части Тульской области, в лесостепной зоне, в пределах юго-восточных склонов Среднерусской возвышенности, на правом берегу реки Красивая Меча, на расстоянии примерно 19 километров (по прямой) к югу от рабочего посёлка Волово, административного центра района.

### Климат
Климат характеризуется как умеренно континентальный. Среднегодовая многолетняя температура воздуха составляет +3,6 — +4,2 °С. Средняя температура воздуха самого холодного месяца (января) — −11…−10 °C (абсолютный минимум — −42 °C); самого тёплого месяца (июля) — +18…+18,5 °C (абсолютный максимум — +38 °C). Безморозный период длится около 142—147 дней. Продолжительность периода активной вегетации растений (выше 10 °C) составляет примерно 137—140 дней. Среднегодовое количество атмосферных осадков варьируется в пределах от 500 до 675 мм, из которых большая часть выпадает в тёплый период. Снежный покров держится в течение 122—130 дней.

### Часовой пояс
Посёлок Битюг, как и вся Тульская область, находится в часовой зоне МСК (московское время). Смещение применяемого времени относительно UTC составляет +3:00.

## Население
| 2010 |
| ---- |
| 0    |

### Национальный состав
Согласно результатам переписи 2002 года, в национальной структуре населения русские составляли 100 % из 8 чел.